# Бег на 5000 метров

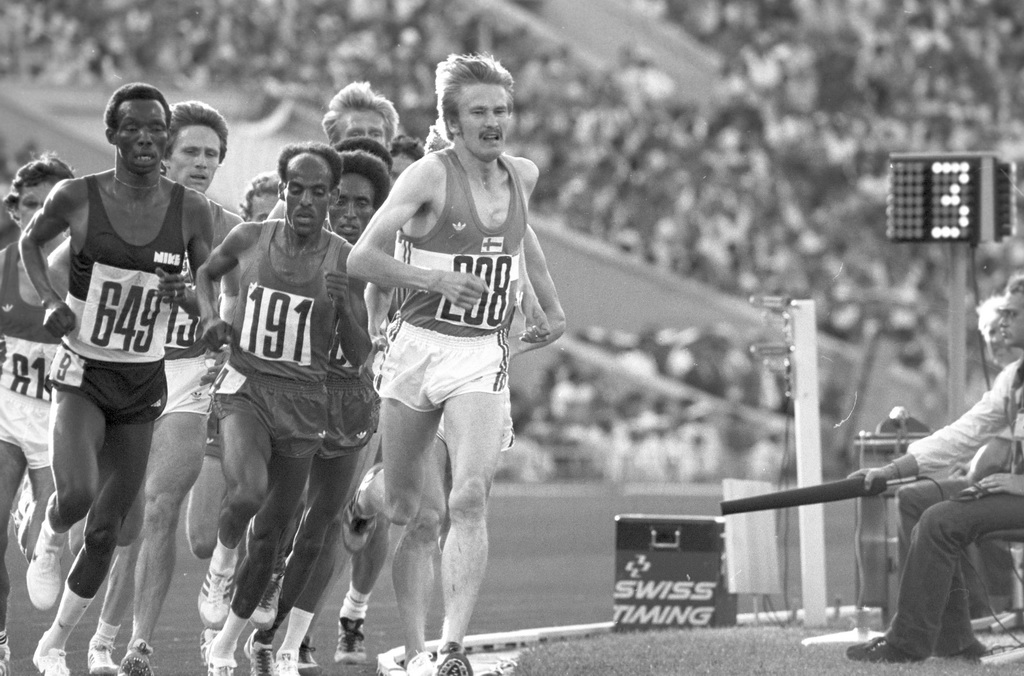
Во время бега 5000 метров". XXII летние Олимпийские игры (Москва). На переднем плане: 649 — Сулейман Ньямбуи (Танзания), 191 — Мирус Ифтер (Эфиопия), 208 — Карло Маанинка (Финляндия)

Бег на 5000 метров — стадионная дисциплина лёгкой атлетики, относится к бегу на длинные дистанции. Требует от спортсменов выносливости (в том числе скоростной) и тактического мышления. Является олимпийской дисциплиной лёгкой атлетики для мужчин с 1912 года, для женщин с 1996 года. Проводится в летнем (400 метровая дорожка) и зимнем сезоне (200 метровая дорожка).

## Правила
Спортсмены в беге на 5000 метров начинают с высокого старта и общей стартовой позиции.
Обычно на крупных соревнованиях (чемпионаты мира, Европы и Олимпийские игры) соревнования в беге на 5000 метров проводятся в два круга согласно правилам и в зависимости от количества участников. На коммерческих стартах как правило проводится один-единственный забег.
Когда в старте принимает большое количество участников (более 20), то их разделяют на две группы, которые выходят на общую дорожку после 115 метров.
В зимнем сезоне это самая длинная стайерская дистанция, по которой проводятся официальные соревнования IAAF.

## Тактика и тренировка
Для дистанции 5000 метров характерны все тактические приёмы, обычные для длинных легкоатлетических дистанций. Для достижения результатов на уровне рекорда мира у мужчин спортсмен должен уметь проходить круг в среднем менее чем за 62—63 с (мужчины) и 69—70 с (женщины). В случае, если забег идёт в медленном темпе, в тактической борьбе важно уметь сохранить силы для финального ускорения — атлеты экстра-класса могут проходить последние 400 метров менее чем за 53 секунды (мужчины) и 58—59 секунд (женщины).
По сравнению с 10 000 метров, как ни странно, дистанция 5000 метров для выступлений на высоком спортивном уровне требует большей тренированности и предъявляет более жёсткие требования к выносливости атлета.
Быстро накапливающаяся в мышечных клетках стайера молочная кислота мешает оптимальной работе и демонстрации высоких результатов. В связи с этим весьма важны специфические анаэробные тренировки именно для дистанции 5 км, которые обеспечивают нужный баланс скорости и выносливости атлета.

## История
Исторически в Великобритании была популярна дистанция 3 мили (4828 метров) которая позже стала более популярной метрической дистанцией 5000 метров.
В 1910-е 1930-е годы на этой дистанции не было равных финским атлетам (Ханнес Коллехмайнен, Пааво Нурми). С 1930-х годов на 5000 метров доминировали европейские спортсмены (СССР, Великобритания, Финляндия). Начиная с 1970-х на длинных дистанциях господствуют африканские спортсмены (Кения, Эфиопия, Марокко).
В историю этой дисциплины вошло противостояние атлетов мужчин
- Пааво Нурми и Вилле Ритола
- Владимир Куц и Гордон Пири
- Хайле Гебреселассие и Пол Тергат

женщин
- Тирунеш Дибаба и Месерет Дефар

Начиная с 1970-х годов 5000 метров становится популярной и у женщин. До 1990-х годов в ней лидировали спортсменки Норвегии, СССР, Румынии. В 1984 году в программу Олимпиад включили дистанцию 3000 метров, начиная с Олимпиады 1996 года её заменили на дистанцию 5000 метров. В программе летних чемпионатов мира женская дистанция 5000 м присутствует с 1995 года. В 1990-е годы ряд до того неизвестных спортсменок из Китая показали несколько выдающихся результатов на дистанции 5000 метров и обновили мировой рекорд. В настоящее время на дистанции 5000 метров у женщин доминируют спортсменки Эфиопии и Кении.

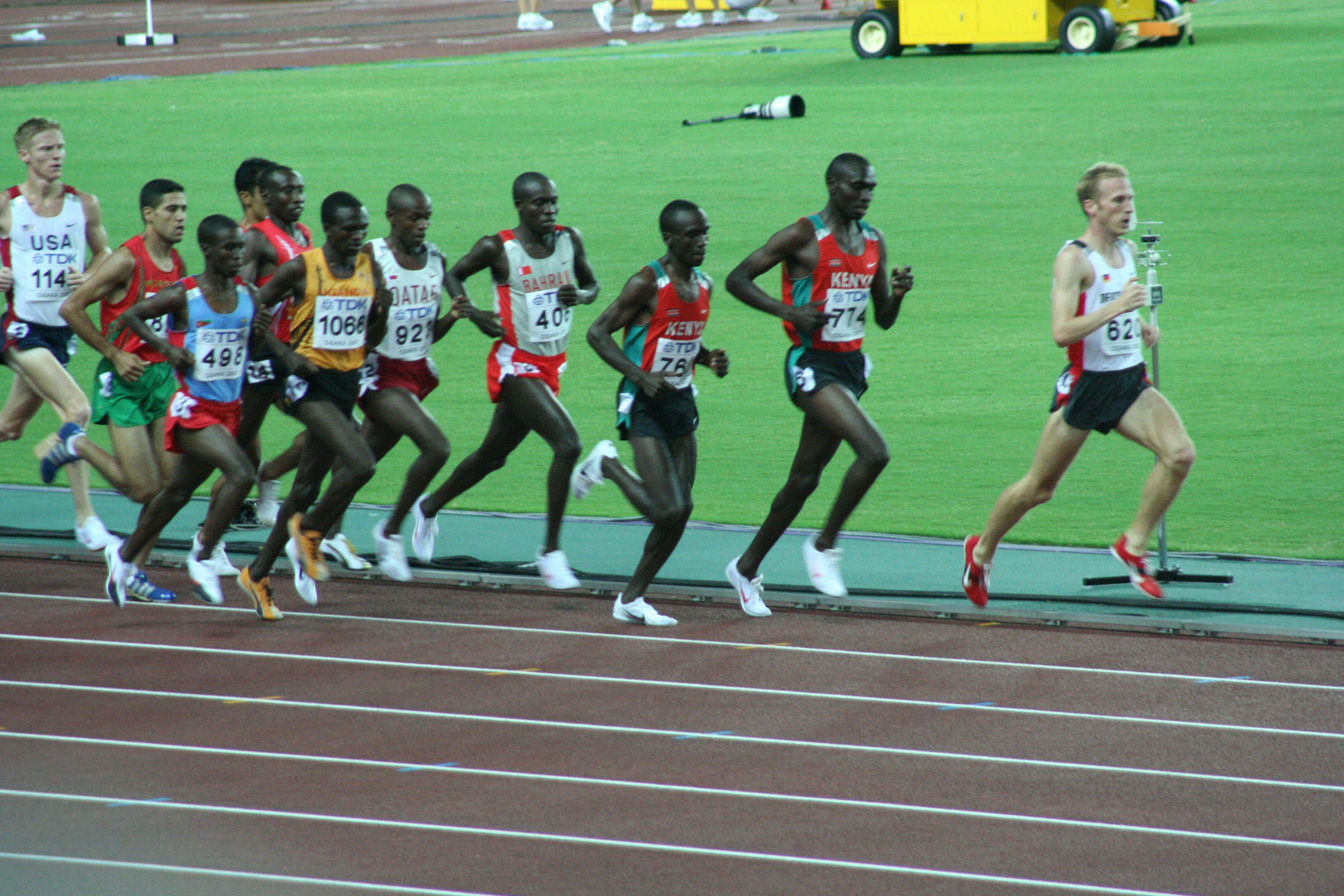
Забег на 5000 метров в программе чемпионата мира 2007 года

## Рекорды
|         | Рекорд                    | Время    | Спортсмен(-ка)           | Страна         | Дата             | Место                     |
| ------- | ------------------------- | -------- | ------------------------ | -------------- | ---------------- | ------------------------- |
| Мужчины | Мировой                   | 12:35,36 | Джошуа Чептегеи          | Уганда         | 14 августа 2020  | Монако, Монако            |
| Мужчины | Мировой (в помещении)     | 12:49,60 | Кенениса Бекеле          | Эфиопия        | 20 февраля 2004  | Бирмингем, Великобритания |
| Мужчины | Олимпийский               | 12:57,82 | Кенениса Бекеле          | Эфиопия        | 23 августа 2008  | Пекин, Китай              |
| Мужчины | Европейский               | 12:48,45 | Якоб Ингебригтсен        | Норвегия       | 10 июня 2021     | Флоренция, Италия         |
| Мужчины | Европейский (в помещении) | 12:57,08 | Марк Скотт               | Великобритания | 17 февраля 2022  | Бостон, США               |
|         |                           |          |                          |                |                  |                           |
| Женщины | Мировой                   | 14:00.21 | Гудаф Цегай              | Эфиопия        | 17 сентября 2023 | Орегон, США               |
| Женщины | Мировой (в помещении)     | 14:18,86 | Гензебе Дибаба           | Эфиопия        | 19 февраля 2015  | Стокгольм, Швеция         |
| Женщины | Олимпийский               | 14:26,17 | Вивиан Черуйот           | Кения          | 19 августа 2016  | Рио-де-Жанейро, Бразилия  |
| Женщины | Европейский               | 14:22,12 | Сифан Хассан             | Нидерланды     | 21 июля 2019     | Лондон, Великобритания    |
| Женщины | Европейский (в помещении) | 14:30,79 | Констанце Клостерхальфен | Германия       | 27 февраля 2020  | Бостон, США               |

## Известные атлеты на этой дистанции
- Пааво Нурми (Финляндия)
- Лассе Вирен (Финляндия)
- Владимир Куц (СССР)
- Саид Ауита (Марокко)
- Хишам Эль-Герруж (Марокко)
- Хайле Гебреселассие (Эфиопия)
- Кенениса Бекеле (Эфиопия)
- Габриэла Сабо (Румыния)
- Соня О’Салливан (Ирландия)
- Тирунеш Дибаба (Эфиопия)
- Месерет Дефар (Эфиопия)
- Ингрид Кристиансен (Норвегия)